# Afrodyta (imię)
Afrodyta – żeńskie imię pochodzenia greckiego. Nosiła je Afrodyta, grecka bogini miłości. 
Osoby noszące imię Afrodyta:
- Afrodyta – grecka bogini
- Afrodyta (1976–1994) – zmarła córka Eleni, grecko-polskiej piosenkarki

Imieniny: 5 czerwca